# كأس أيرلندا الشمالية 1992–93
كأس أيرلندا الشمالية 1992–93 (بالإنجليزية: 1992–93 Irish Cup)‏ هو موسم من كأس أيرلندا. كان عدد الأندية المشاركة فيه  32، وفاز فيه نادي بانغور.